# Under Enemy Arms
Under Enemy Arms è un singolo del rapper statunitense Trippie Redd, pubblicato il 29 maggio 2019 come primo estratto dall'album in studio ! .

## Tracce
1. Under Enemy Arms – 2:42